# Promozione Lazio 1990-1991
Nella stagione 1990-1991 la Promozione era sesto livello del calcio italiano (il massimo livello regionale). Qui vi sono le statistiche relative al campionato svolto nel Lazio.
Il campionato è strutturato in vari gironi all'italiana su base regionale, gestiti dai Comitati Regionali di competenza. Promozioni alla categoria superiore e retrocessioni in quella inferiore non erano sempre omogenee; erano quantificate all'inizio del campionato dal Comitato Regionale secondo le direttive stabilite dalla Lega Nazionale Dilettanti, ma flessibili, in relazione al numero delle società retrocesse dal campionato Interregionale e perciò, a seconda delle varie situazioni regionali, la fine del campionato poteva avere degli spareggi sia di promozione che di retrocessione.
Il campionato è stato organizzato dal Comitato Regionale Laziale avente sede a Roma in via Paisiello 5. 

## Girone A

### Classifica finale
|  | Pos. | Squadra                 | Pt | G  | V  | N  | P  | GF | GS | DR  |
|  | ---- | ----------------------- | -- | -- | -- | -- | -- | -- | -- | --- |
|  | 1.   | Fregene                 | 48 | 30 | 18 | 12 | 0  | 52 | 16 | +36 |
|  | 2.   | Nuova Fabrica           | 46 | 30 | 19 | 8  | 3  | 47 | 14 | +33 |
|  | 3.   | Tanas Primavalle        | 40 | 30 | 15 | 10 | 5  | 44 | 20 | +24 |
|  | 4.   | Aureliana               | 34 | 30 | 10 | 14 | 6  | 34 | 24 | +10 |
|  | 5.   | Santa Marinella         | 33 | 30 | 10 | 13 | 7  | 29 | 27 | +2  |
|  | 6.   | Monte Romano            | 29 | 30 | 10 | 9  | 11 | 29 | 30 | -1  |
|  | 7.   | Romana Gas              | 29 | 30 | 8  | 13 | 9  | 26 | 27 | -1  |
|  | 8.   | Fiumicino               | 29 | 30 | 7  | 15 | 8  | 27 | 33 | -6  |
|  | 9.   | Pianoscarano 49         | 27 | 30 | 8  | 11 | 11 | 19 | 25 | -6  |
|  | 10.  | Maremmana               | 26 | 30 | 6  | 14 | 10 | 16 | 24 | -8  |
|  | 11.  | Olimpia Campo dei Fiori | 26 | 30 | 10 | 6  | 14 | 33 | 46 | -13 |
|  | 12.  | Trevignano              | 25 | 30 | 8  | 9  | 13 | 31 | 41 | -10 |
|  | 13.  | Prati IV Miglio         | 24 | 30 | 5  | 14 | 11 | 22 | 27 | -5  |
|  | 14.  | Maccarese               | 23 | 30 | 7  | 9  | 14 | 22 | 35 | -13 |
|  | 15.  | Tuscania                | 21 | 30 | 6  | 9  | 15 | 22 | 44 | -22 |
|  | 16.  | Marta                   | 20 | 30 | 5  | 10 | 15 | 27 | 47 | -20 |

- Fregene ammesso agli spareggi intergirone.

## Girone B

### Classifica finale
|  | Pos. | Squadra                                     | Pt | G  | V  | N  | P  | GF | GS | DR  |
|  | ---- | ------------------------------------------- | -- | -- | -- | -- | -- | -- | -- | --- |
|  | 1.   | Pol. Villalba, Tivoli                       | 44 | 30 | 17 | 10 | 3  | 43 | 17 | +26 |
|  | 2.   | A.C. Guidonia, Guidonia Montecelio          | 42 | 30 | 15 | 12 | 3  | 36 | 8  | +28 |
|  | 3.   | G.S. La Rustica N.T.S., Roma                | 37 | 30 | 13 | 11 | 6  | 26 | 17 | +9  |
|  | 4.   | Pol. Tor Lupara, Roma                       | 35 | 30 | 13 | 9  | 8  | 42 | 24 | +18 |
|  | 5.   | A.S. Vis Subiaco, Subiaco                   | 32 | 30 | 10 | 12 | 8  | 24 | 19 | +5  |
|  | 6.   | Montelibretti Calcio, Montelibretti         | 32 | 30 | 7  | 18 | 5  | 27 | 24 | +3  |
|  | 7.   | Pol. Monterotondo, Monterotondo             | 32 | 30 | 10 | 12 | 8  | 21 | 21 | 0   |
|  | 8.   | U.S. Passo Corese, Fara Sabina              | 31 | 30 | 8  | 15 | 7  | 31 | 23 | +8  |
|  | 9.   | Pol. Ornaro, Torricella in Sabina           | 30 | 30 | 8  | 14 | 8  | 27 | 27 | 0   |
|  | 10.  | U.S. Monterotondo Scalo, Monterotondo Scalo | 29 | 30 | 9  | 11 | 10 | 22 | 22 | 0   |
|  | 11.  | Nuova Formello, Roma                        | 28 | 30 | 8  | 12 | 10 | 28 | 27 | +1  |
|  | 12.  | G.S. Montecompatri, Monte Compatri          | 28 | 30 | 9  | 10 | 11 | 23 | 30 | -7  |
|  | 13.  | Pol. Bellegra, Bellegra                     | 22 | 30 | 6  | 10 | 14 | 21 | 42 | -21 |
|  | 14.  | Amatori B.N.L., Roma                        | 21 | 30 | 5  | 11 | 14 | 20 | 34 | -14 |
|  | 15.  | U.S. Zagarolo G. M., Zagarolo               | 19 | 30 | 4  | 11 | 15 | 19 | 48 | -29 |
|  | 16.  | Pol. Alba Rieti, Rieti                      | 18 | 30 | 5  | 8  | 17 | 15 | 42 | -27 |

- Villalba ammesso agli spareggi intergirone.

## Girone C

### Classifica finale
|  | Pos. | Squadra                                     | Pt | G  | V  | N  | P  | GF | GS | DR  |
|  | ---- | ------------------------------------------- | -- | -- | -- | -- | -- | -- | -- | --- |
|  | 1.   | A.S. Marino, Marino                         | 50 | 30 | 23 | 4  | 3  | 63 | 14 | +49 |
|  | 2.   | U.S. Terracina, Terracina                   | 50 | 30 | 21 | 8  | 1  | 61 | 15 | +46 |
|  | 3.   | A.S. Ceccano, Ceccano                       | 39 | 30 | 14 | 11 | 5  | 43 | 25 | +18 |
|  | 4.   | A.C. Aprilia, Aprilia                       | 37 | 30 | 14 | 9  | 7  | 45 | 26 | +19 |
|  | 5.   | U.C. Macir Cisterna, Cisterna di Latina     | 31 | 30 | 11 | 9  | 10 | 37 | 36 | +1  |
|  | 6.   | Pol. Albano                                 | 30 | 30 | 6  | 18 | 6  | 28 | 27 | +1  |
|  | 7.   | A.S. Stella Azzurra Porrino, Porrino        | 30 | 30 | 10 | 10 | 10 | 30 | 29 | +1  |
|  | 8.   | U.S. Palestrina, Palestrina                 | 29 | 30 | 10 | 9  | 11 | 27 | 29 | -2  |
|  | 9.   | A.S. Nuova Itri, Itri                       | 28 | 30 | 9  | 10 | 11 | 23 | 31 | -8  |
|  | 10.  | Sporting Pontecorvo, Pontecorvo             | 27 | 30 | 9  | 9  | 12 | 24 | 24 | 0   |
|  | 11.  | S.S. Colleferro, Colleferro                 | 25 | 30 | 8  | 9  | 13 | 32 | 41 | -9  |
|  | 12.  | A.C. Lenola, Lenola                         | 24 | 30 | 7  | 10 | 13 | 32 | 42 | -10 |
|  | 13.  | S.S. San Giorgio a Liri, San Giorgio a Liri | 22 | 30 | 7  | 8  | 15 | 24 | 45 | -21 |
|  | 14.  | A.C. Anitrella, Anitrella                   | 21 | 30 | 4  | 13 | 13 | 26 | 47 | -21 |
|  | 15.  | F.C. Indomita Pomezia, Pomezia              | 19 | 30 | 4  | 11 | 15 | 16 | 43 | -27 |
|  | 16.  | U.S. Arce, Arce                             | 18 | 30 | 4  | 10 | 16 | 13 | 50 | -37 |

### Spareggio 1º posto
|        | Risultati       |           | Luogo e data              |
| ------ | --------------- | --------- | ------------------------- |
| Marino | 0 - 0 (4-3 dtr) | Terracina | Isola Liri, 2 giugno 1991 |
|        |                 |           |                           |

- Marino ammesso agli spareggi intergirone.

## Spareggi intergirone
|                     | Risultati |                     | Luogo e data                          |
| ------------------- | --------- | ------------------- | ------------------------------------- |
| Marino              | 1 - 0     | Fregene             | Roma, Stadio Flaminio, ?? giugno 1991 |
| Villalba Ocres Moca | 0 - 0     | Fregene             | Roma, Stadio Flaminio, ?? giugno 1991 |
| Marino              | 3 - 2     | Villalba Ocres Moca | Roma, Stadio Flaminio, ?? giugno 1991 |
|                     |           |                     |                                       |

Terracina poi promossa per delibera del C.R. Laziale.